# 黄海强
黄海强（1988年2月9日—）生于浙江临海，是一名中国跳高运动员。
他获得2005年世界少年锦标赛和2006年世界青年锦标赛，在后者上取得个人最佳成绩2.32米。他参与2007年世界锦标赛但未能晋级决赛。
他代表本国参加了2008年夏季奥运会，但得了最后一名。
他以2.24米赢得2009年国家最佳成绩，也是2007年田径赛季起的最佳赛果。

## 主要比赛结果
| 年        | 賽事           | 舉辦城市       | 名次            | 記錄      |           |
| 代表 中国 | 代表 中国      | 代表 中国      | 代表 中国       | 代表 中国 | 代表 中国 |
| --------- | -------------- | -------------- | --------------- | --------- | --------- |
| 2005      | 世界青年锦标赛 | 摩洛哥马拉喀什 | 第1名           | 2.27 m    |           |
| 2005      | 东亚运动会     | 中国澳门       | 第1名           | 2.23 m    |           |
| 2006      | 亚洲室内锦标赛 | 泰国芭达亚     | 第3名           | 2.13 m    |           |
| 2006      | 亚洲青年锦标赛 | 中国澳门       | 第1名           | 2.20 m    |           |
| 2006      | 世界青年锦标赛 | 中国北京       | 第1名           | 2.32 m    |           |
| 2006      | 亚洲运动会     | 卡塔尔多哈     | 第15名          | 2.05 m    |           |
| 2007      | 世界锦标赛     | 日本大阪       | 第30名 (资格赛) | 2.19 m    |           |
| 2008      | 奥林匹克运动会 | 中国北京       | –               | 无成绩    |           |
| 2009      | 亚洲锦标赛     | 中国广州       | 第2名           | 2.23 m    |           |
| 2010      | 亚洲运动会     | 中国广州       | 第3名           | 2.19 m    |           |

## 外部連結
- 黄海强在的頁面
- Team China 2008 的存檔，存档日期2012-03-12.